# Ferrari Mythos

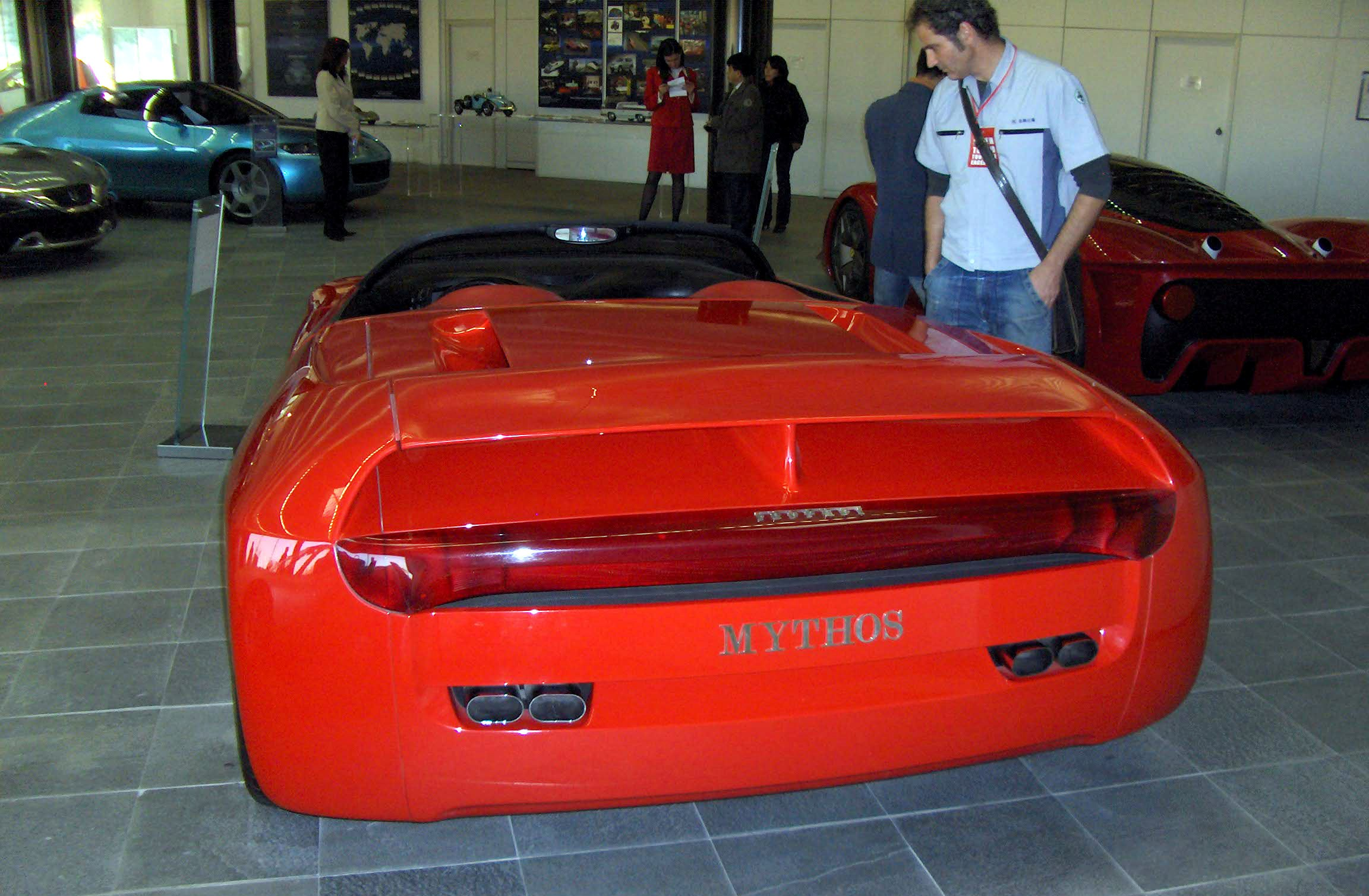
Parte trasera.

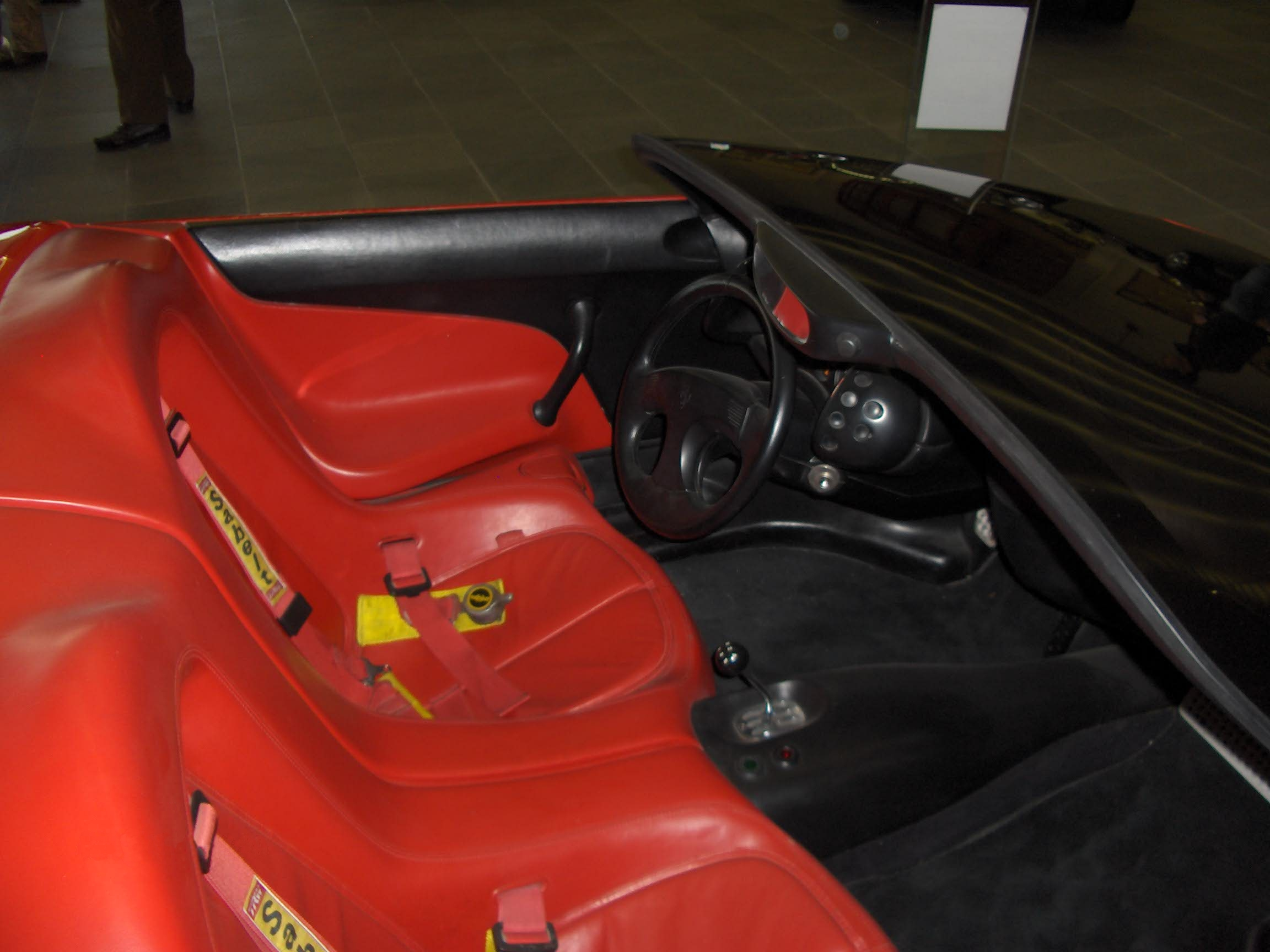
Interior.

El Ferrari Mythos, también llamado Pininfarina Mythos, es un automóvil deportivo del fabricante italiano Ferrari que se presentó en el Salón del automóvil de Tokio en octubre de 1989. Fue un modelo que no se vendió al público, existiendo actualmente tan sólo media docena de unidades. 

## Diseño
El diseño de este modelo se basa en el chasis del Ferrari Testarossa. Pininfarina desarrolló una carrocería más futurista y moderna que la del Testarossa para comprobar la aerodinámica y como prueba para el modelo Ferrari F50. Lo construyó con el apoyo de Ferrari, que facilitó el chasis y un motor del Testarossa, así se crearía el Mythos fabricando un modelo más voluminoso en sus rasgos con un voladizo frontal largo y una cola muy corta y elevada. El desarrollo aerodinámico se aplicó al Ferrari 512 M y al Ferrari FXX.
El Ferrari Mythos se caracteriza por tener:
- Faros nuevos en el voladizo delantero
- Alerón que complementa el voladizo trasero
- Toma de aire delante de las ruedas posteriores
- Parabrisas largo y notablemente bajo

La carrocería está compuesta de fibra de carbono y resinas que son componentes ligeros, de tamaño es 135 mm más ancha que la carrocería del Ferrari Testarossa, aunque 180 mm más corta, que lo hacen tener otra forma que su predecesor. Estaba equipado con sistemas para mejorar la estabilidad, al sobrepasar los 100 km/h los spoilers automáticamente cambiaban su ángulo de inclinación.

## Especificaciones
| Motor                    | 12 cilindros en V a 180° de 4942 cc y 48 válvulas en posición central |
| Potencia                 | 380 CV a 5500 rpm                                                     |
| Torque (máximo)          | 480 Nm a 4500 rpm                                                     |
| Transmisión              | Caja de cambios manual de 5 velocidades                               |
| Tracción                 | Trasera                                                               |
| Velocidad máxima         | 290 km/h                                                              |
| Aceleración (0-100 km/h) | 6,2 s                                                                 |
| Peso                     | 1250 kg                                                               |
| Relación peso/potencia   | 3.29 kg/CV                                                            |
| Neumáticos               | 245/40 R17 delanteros y 335/25 R17 traseros                           |
| Coeficiente aerodinámico | 0.27                                                                  |

## Propietarios
Los primeros prototipos del Mythos fueron vendidos en Japón y en Turín (Italia) para después crearse tres más a petición del Sultán de Brunéi, Hassanal Bolkiah, que quedó impresionado con el coche y mandó fabricar tres para su colección privada. Pininfarina fabricó los tres, cada uno en un color diferente: uno en rojo, otro azul y el último negro. Estos ejemplares fueron construidos con el volante en el lado derecho.

## Aparición en videojuegos
- Es posible seleccionar el Ferrari Mythos en el juego de ordenador Test Drive III (Accolade, 1990) bajo el nombre de Pininfarina Mythos.